# فيليب توماس هوكينز
فيليب توماس هوكينز (بالإنجليزية: Phillip Thomas Hawkins)‏ هو عالم مناعة بريطاني، ولد في 5 أكتوبر 1958.